# Asplenium gardneri
Asplenium gardneri är en svartbräkenväxtart som beskrevs av Bak. Asplenium gardneri ingår i släktet Asplenium och familjen Aspleniaceae. Inga underarter finns listade.